# جيمس أو. هال
جيمس أو. هال (بالإنجليزية: James O. Hall)‏ هو مؤرخ أمريكي، ولد في 30 يونيو 1912، وتوفي في 26 فبراير 2007.